# Fairy Meadows
Fairy Meadows, nombrado así por escaladores alemanes (del alemán Märchenwiese, "prados de cuento de hadas") y conocido localmente como Joot, es una pradera cerca de uno de los sitios de campamento base del Nanga Parbat, ubicado en el distrito de Diamer, Gilgit-Baltistán, Pakistán. A una altitud de unos 3300 metros sobre el nivel del mar, sirve como punto de partida para los excursionistas que se reúnen en la cara Rakhiot del Nanga Parbat. En 1995, el gobierno de Pakistán declaró a Fairy Meadows como parque nacional.

## Localización
Fairy Meadows es accesible por un camino de doce kilómetros de largo desde el puente Raikhot en la carretera del Carretera del Karakórum hasta la aldea Tato. Más allá de Tato, se tarda de tres a cuatro horas en una caminata de cinco kilómetros hasta Fairy Meadows. La pradera se encuentra en el valle de Raikot, en un extremo del glaciar Raikot que se origina en el Nanga Parbat y alimenta un arroyo que finalmente cae en el río Río Indo. El pastizal está ubicado en el valle de Raikhot, en un extremo del glaciar Raikhot que se origina en el Nanga Parbat y alimenta un arroyo que finalmente cae en el Río Indo. Desde 1992, los lugareños han construido sitios para acampar en el área.

## Turismo
La temporada turística de seis meses en Fairy Meadows comienza en abril y continúa hasta fines de septiembre. Los turistas se alojan en el camping repartido en dos acres, conocido como "Raikot Sarai". El sitio de Fairy Meadows, aunque parcialmente desarrollado, genera alrededor de Rupia pakistaní 17 millones de ingresos del turismo, principalmente al proporcionar alimentos, transporte y servicios de alojamiento. Un proyecto de Shangrila Resorts Los pioneros del desarrollo del turismo en Gilgit Baltistan, establecerán un complejo ecológico. El camino a Fairy Meadows fue construido por el brigadier M. Aslam Khan (M.C, H.J., F.K), primer comandante Gilgit Scouts, que hoy emplea a los lugareños. La comunidad local detuvo la extracción de madera para conservar el bosque y promover el turismo en el área.

## Flora y fauna
La pradera está rodeada por un espeso bosque alpino. El área de gran altitud y las laderas orientadas al norte consisten principalmente en bosques de coníferas que tienen Pinus wallichiana, Picea smithiana y Abies pindrow, mientras que en las áreas de gran altura con poca luz solar son abedules y arbustos enanos de sauce. Las laderas del sur se concentran con enebro y matorral, a saber Juniperus excelsa y J. turkesticana. En las bajas altitudes, la planta principal encontrada es Artemisia, con ceniza amarilla, robles de piedra y Pinus gerardiana distribuidos en ella. La investigación ha sugerido similitudes entre Pinus wallichiana encontrada en los prados con una especie hermana, Pinus peuce, que se encuentra en los Balcanes, según el tamaño de la hoja. Research has suggested similarities between Pinus wallichiana found in the meadows with a sister species, Pinus peuce, found in the Balkans, based on leaf size.
Entre los mamíferos, algunos osos pardos se encuentran en la región, cuyo número de individuos sigue disminuyendo. Algunos ciervos almizcleros, considerados como especies en peligro de extinción, también están presentes.

## Galería

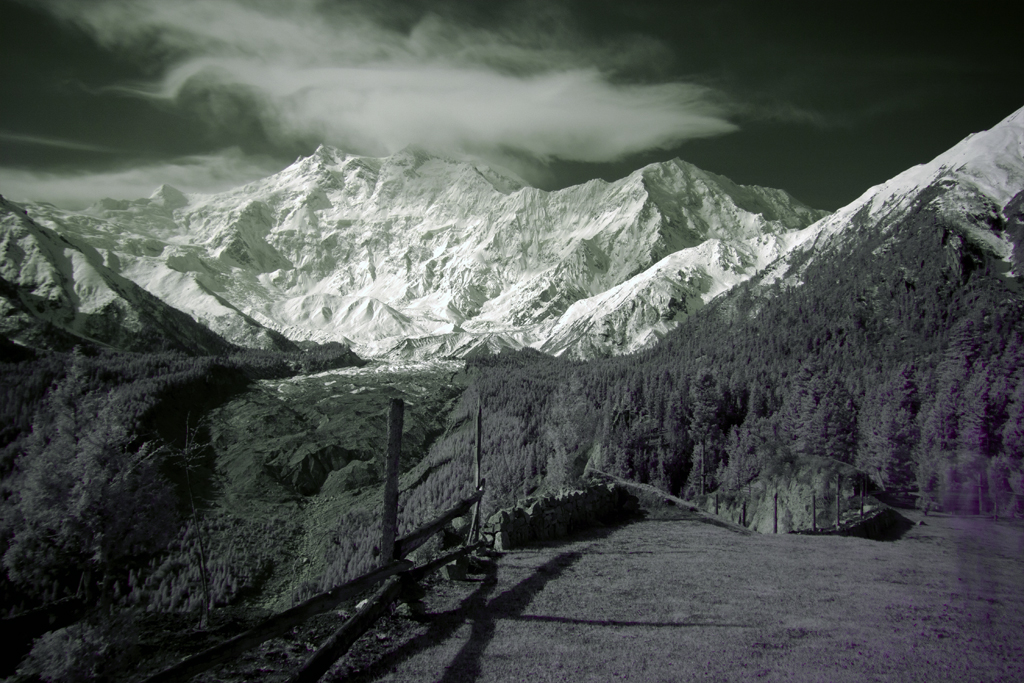
Fairy Meadows ( Nanga Parbat en el fondo )
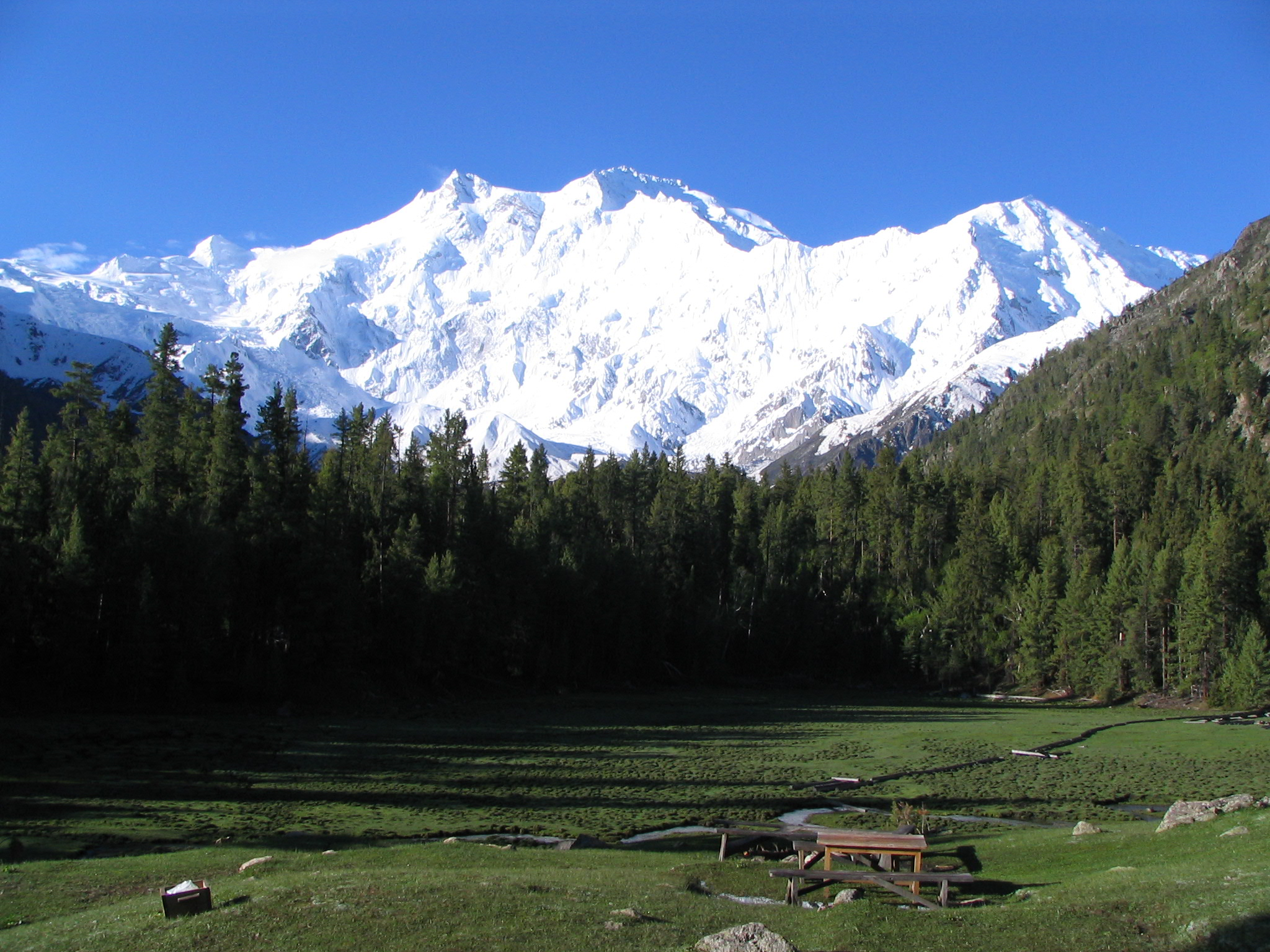
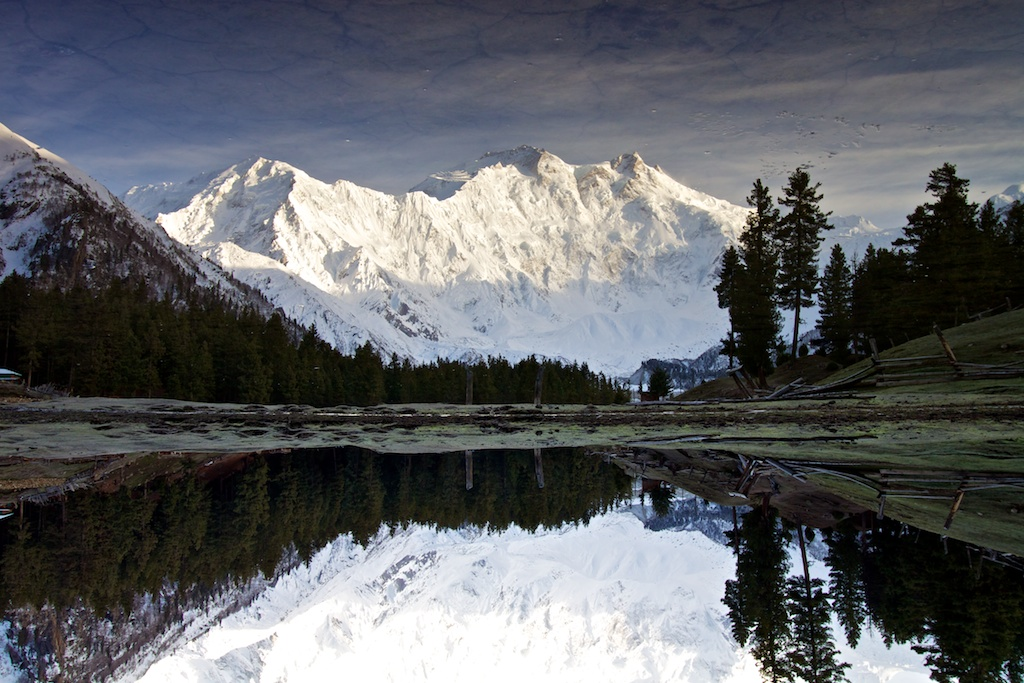
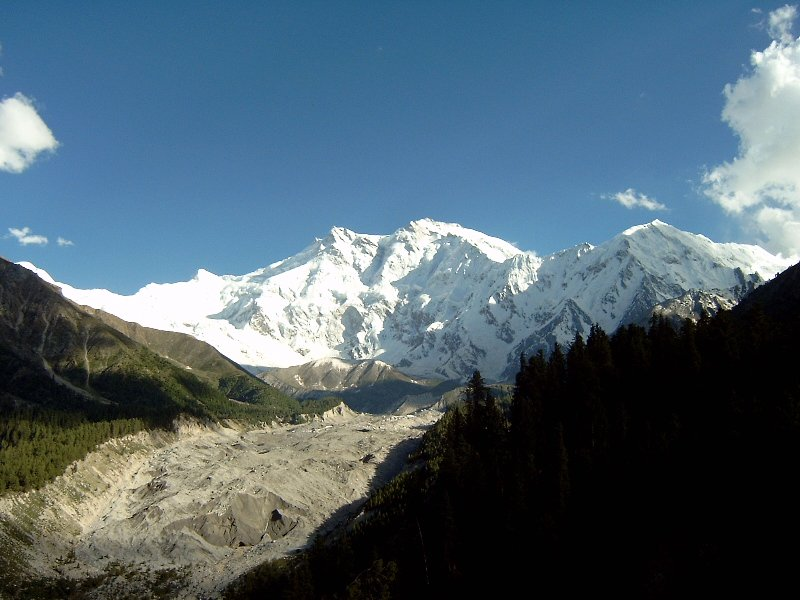